# Galva, Iowa
Galva är en ort i Ida County i Iowa. Bosättaren Samuel Eldridge valde namnet efter sin hemort Galva i Illinois. Vid 2010 års folkräkning hade Galva 434 invånare.